# Внешняя политика ДР Конго
Внешняя политика Демократической Республики Конго — общий курс Демократической Республики Конго (ДР Конго) в международных делах. Внешняя политика регулирует отношения ДР Конго с другими государствами. Реализацией этой политики занимается министерство иностранных дел Демократической Республики Конго. ДР Конго является членом Организации Объединённых Наций, Африканского союза и Экономического сообщества стран Центральной Африки.
Расположение ДР Конго придает ей ключевую роль в Центральной Африке. Благодаря своей территории, природным богатствам, человеческим ресурсам, стратегическому положению страна смогла воспользоваться периодом напряженности, вызванным холодной войной, для получения различной поддержки со стороны Запада. В начале 1990-х годов Западный мир прекратил оказывать поддержку и настаивал на демократизации политики и экономической открытости ДР Конго.

## Период войн
На территории Демократической Республики Конго прошли события двух крупных войн, в которых приняли участие несколько её соседей. Уганда, Бурунди и Руанда поддержали повстанческие группы, оккупировавшие восточную часть ДР Конго. С другой стороны, Намибия, Зимбабве и Ангола встали на сторону вооружённых сил Демократической Республики Конго.
ДР Конго не могла воспользоваться своими полезными ископаемыми в районах, оккупированных повстанцами и их союзниками. Встречались факты продажи колумбит-танталита руандийской армией, в то время как в самой Руанде нет этого ресурса. Войска из Зимбабве, Анголы, Намибии, Чада и Судана вмешались, чтобы поддержать правительство в Киншасе.
Кроме того, отношения с соседними странами часто диктовались императивами безопасности. Сложные и взаимосвязанные союзы часто характеризуют региональные отношения. Конфликты в Судане, Уганде, Анголе, Руанде и Бурунди в разное время приводили к двусторонней и региональной напряжённости. Нынешний кризис в Демократической Республике Конго берет свое начало в использовании территории государства в качестве базы несколькими повстанческими группами, нападающими на соседние страны, и в отсутствии стабильной политической системы. Демократическая Республика Конго является членом Международного уголовного суда с двусторонним соглашением об иммунитете для защиты военнослужащих Соединённых Штатов Америки (как сформулировано в статье 98 Римского статута).

## Международная напряжённость
Демократическая Республика Конго, пережившая гражданскую войну, привлекла вооруженные силы из соседних стран, Уганды и Руанды, которые поддерживают повстанческие движения на востоке страны — тутси, хуту, ленду, хема и другие конфликтующие этнические группы, повстанцев и другие правительственные силы в районе Великих африканских озёр, пересекающие границы Бурунди, ДР Конго, Руанды и Уганды. Лидеры государств Великих озёр обещают положить конец конфликту, но локальные проявления насилия продолжаются, несмотря на усилия ООН по поддержанию мира. Большая часть границы реки Конго с Республикой Конго не определена так как не было достигнуто соглашения о разделении реки или её островов, за исключением озера Малебо.
19 декабря 2005 года Международный суд ООН осудил Уганду за незаконное вторжение на территорию ДР Конго и нарушение прав человека.

## Незаконный оборот наркотиков
В Демократической Республике Конго происходит незаконное производство каннабиса, в основном для местного потребления. Несмотря на то, что коррупция и ненадлежащий надзор делают банковскую систему уязвимой для отмывания денег, отсутствие стабильной и развитой финансовой системы не позволяет ДР Конго стать центром отмывания денег.